# Marion Van Renterghem
Pour les articles homonymes, voir Van Renterghem.
Marion Van Renterghem est une journaliste française, née à Paris.  

## Biographie
Marion Van Renterghem a commencé le journalisme par un stage au Monde des livres, le supplément littéraire du Monde, après avoir suivi des études littéraires (hypokhâgne et khâgne). Brièvement professeur de français et éditrice aux éditions Christian Bourgois, elle collabore au Monde à partir de 1988 et y devient grand reporter en 1998.
En 1993, elle part s'installer à Budapest pour une année, pendant laquelle elle fait des reportages pour Le Monde en Europe centrale et travaille dans un cabinet d'avocats dont le patron deviendra, en 2014, le ministre de la Justice du gouvernement de Viktor Orbán. Cette expérience sera au cœur de son livre paru en 2019, Mon Europe, je t'aime moi non plus : une analyse des ressorts du populisme incarnée dans des portraits et des rencontres et à l'aune de ces trente ans où l'Occident a basculé, de l'optimisme démocratique né de la chute du mur de Berlin en 1989, au repli nationaliste-populiste à l'œuvre en 2019, en Europe et aux États-Unis.
En 2003, elle obtient le prix Albert-Londres de la presse écrite, pour une chronique quotidienne depuis Topeka, la capitale du Kansas, au moment où les États-Unis mènent la guerre en Irak, et pour ses autres articles parus dans les pages « Horizons » du Monde.
En 2008, elle est récompensée par le prix Louis-Hachette pour son article « Marek Edelman, le révolté du ghetto ».
En 2013, c'est son portrait de Franz-Olivier Giesbert dans M, le magazine, intitulé « Franz-Olivier Giesbert, le journalisme sans foi ni loi », qui lui vaut le premier prix Françoise-Giroud (d) du portrait.
En 2015, elle obtient le prix Varenne Presse quotidienne nationale pour son article « Au nom de la mère », dans Le Monde.
Le 23 mars 2017, le prix Louise-Weiss 2016 du journalisme européen, dans la catégorie « Décryptage », lui est remis au ministère des Affaires étrangères, pour une série d'articles sur Angela Merkel, intitulée « Merkel d’Est en Ouest », dans Le Monde. Elle est membre du jury de l'édition suivante.
Cette même série d'articles lui vaut aussi le prix franco-allemand du journalisme en 2017, dans la catégorie Écrit. Il lui est remis à la Maison de l'UNESCO le 4 juillet 2017. 
En 2018, elle obtient le prix Simone-Veil de la mairie du 8e arrondissement de Paris, pour son ouvrage Angela Merkel, l'ovni politique.
En 2016, elle quitte Le Monde pour Vanity Fair puis devient journaliste indépendante.
Elle écrit maintenant dans des journaux britanniques (l'hebdomadaire The New European et le quotidien The Guardian). Depuis 2020, elle tient une chronique sur l'Europe dans le magazine L'Express.

## Publications

### Essais
- 2005 : Les Rescapés, éditions Philippe Rey,
- 2009 : Homère et Shakespeare en banlieue (avec Augustin d'Humières), Grasset,
- 2015 : FOG, Don Juan du pouvoir, Flammarion,
- 2016 : La Dangereuse (avec Loubna Abidar), Stock,
- 2017 : Angela Merkel, l'ovni politique, Les Arènes/Le Monde, prix Simone-Veil 2018
- 2019 : Mon Europe, je t'aime moi non plus, Stock,
- 2019 : Et c'est cela qui changea tout (avec Valérie Pécresse), Robert Laffont,
- 2021 : C'était Merkel, Les Arènes.
- 2023 : Le Piège Nord Stream, Les Arènes.

### Film documentaire
- Recherche Merkel désespérément, Magneto, Diffusion France 5, 2021